# سیلبیا دومینگس
سیلبیا دومینگس (اسپانیایی: Silvia Domínguez‎؛ زادهٔ ۳۱ ژانویهٔ ۱۹۸۷) بازیکن بسکتبال اهل اسپانیا است.
وی در مسابقات کشوری و بین‌المللی در مجموع برندهٔ ۳ مدال طلا، ۲ مدال نقره، ۳ مدال برنز شده‌است.